# Syrrhizodes deludens
Syrrhizodes deludens är en fjärilsart som beskrevs av W. Warren 1897. Syrrhizodes deludens ingår i släktet Syrrhizodes och familjen mätare. Inga underarter finns listade i Catalogue of Life.